# Cazalis (Landes)
Cazalis település Franciaországban, Landes megyében. Lakosainak száma 139 fő (2022. január 1.). Cazalis Brassempouy, Momuy, Nassiet és Saint-Cricq-Chalosse községekkel határos.

## Népesség
A település népességének változása:
| Lakosok száma | 165  | 157  | 132  | 132  | 145  | 136  | 134  | 137  | 135  | 139  |
|               | 1968 | 1982 | 1990 | 2006 | 2013 | 2015 | 2017 | 2019 | 2020 | 2022 |